# Secundaria de los Hermanos Maristas
La Secundaria de los Hermanos Maristas (en inglés: Marist Brothers High School ) es una escuela secundaria católica para varones situada en Suva, la capital de Fiyi. Es una escuela en la tradición marista, fundada en 1949 por la orden de los Hermanos Maristas, que ha tenido una presencia en Fiji desde 1844.  El lema de la escuela es un frase histórica y cristiana en latín: "In Hoc Signo Vinces" (Con este signo vencerás").